# Bahnhof Steinheim (Main)
Der Bahnhof Steinheim (Main) ist ein ehemaliger Bahnhof und heutiger Haltepunkt in Hanau beim Streckenkilometer 69,9 der Bahnstrecke Frankfurt Schlachthof–Hanau, der von der S-Bahn Rhein-Main bedient wird.

## Lage und Beschreibung
Der Haltepunkt liegt an der S-Bahn-Strecke (Strecke 3680) von Frankfurt am Main nach Hanau, die hier parallel zur Bahnstrecke Frankfurt–Göttingen (Strecke 3600) verläuft. Die S-Bahn-Strecke ist im Bereich dieses Haltepunktes – wie insgesamt zwischen Mühlheim-Dietesheim und Hanau Hauptbahnhof – eingleisig. Der einzige Bahnsteig liegt nordwestlich des Gleises und wird von Zügen beider Fahrtrichtungen angefahren.
Der Bahnsteig liegt an der von Steinheim abgewandten Gleisseite – eine etwas ungewöhnliche Anordnung, die durch die Führung der Trasse über die unmittelbar östlich an den Haltepunkt anschließende Steinheimer Mainbrücke und die sich wiederum daran sofort anschließende Einfädelung des Gleises in die Anlage des Hanauer Hauptbahnhofs begründet ist.
Der Haltepunkt ging zusammen mit der Eröffnung der S-Bahn 1995 in Betrieb und wird heute von der S 8 und der S 9 angefahren.

## Geschichte
Der heutige Haltepunkt ersetzt den früheren Bahnhof Steinheim (Kr. Offenbach), der an der gleichen Stelle an der Frankfurt-Bebraer Eisenbahn (hier mit der Kilometrierung 21,1) lag und 1873 in Betrieb ging. Seine ursprüngliche Bezeichnung lautete Klein Steinheim. Das Empfangsgebäude lag allerdings an der südöstlichen Seite der Gleise. Die Bahnanlage wies überdies ein Gütergleis mit Güterschuppen für den Ortsgüterverkehr auf.
Der Bahnhof diente der damaligen Gemeinde Steinheim (Kr. Offenbach), die 1974 im Zuge der hessischen Gebietsreform der Stadt Hanau zugeschlagen wurde. Bedingt durch verschiedene Zwangspunkte in der Streckenführung der Frankfurt-Bebraer Eisenbahn, wie die Lage der Mainbrücke und die Zusammenführung mit der Strecke der Frankfurt-Hanauer Eisenbahn-Gesellschaft in Hanau Hauptbahnhof (damals: Hanau Ost), kam der Bahnhof Steinheim recht weit von den Siedlungszentren Steinheims, Klein-Steinheim oder Niedersteinheim (0,5 Kilometer) und Obersteinheim oder Groß-Steinheim (1,8 Kilometer) zu liegen, was seine verkehrliche Bedeutung nach Aufkommen des Autos schnell einschränkte.
Der Rückbau des Bahnhofs erfolgte in mehreren Schritten: Zunächst wurden Anfang der 1970er Jahre das Dachgeschoss und der erste Stock des Empfangsgebäudes abgetragen und der verstümmelte Gebäudetorso mit einem Flachdach versehen. Der Güterverkehr wurde eingestellt. Mit dem Bau der S-Bahn wurde der Bahnhof schließlich aufgegeben und der Rest des Empfangsgebäudes zugunsten eines Park-and-ride-Parkplatzes beseitigt.

## Linien
| Linie | Verlauf | Takt             |
| ----- | --- | ---------------- |
| S8    | Wiesbaden Hbf – Wiesbaden Ost – Mainz Nord – Mainz Hbf – Mainz Römisches Theater – Mainz-Gustavsburg – Mainz-Bischofsheim – Rüsselsheim Opelwerk – Rüsselsheim – Raunheim – Kelsterbach – Frankfurt am Main Flughafen Regionalbahnhof – Frankfurt (Main) Gateway Gardens – Frankfurt am Main Stadion – Frankfurt-Niederrad – Frankfurt (Main) Hbf tief – Frankfurt (Main) Taunusanlage – Frankfurt (Main) Hauptwache – Frankfurt (Main) Konstablerwache – Frankfurt (Main) Ostendstraße – Frankfurt (Main) Mühlberg – Offenbach-Kaiserlei – Offenbach Ledermuseum – Offenbach Marktplatz – Offenbach (Main) Ost – Mühlheim (Main) – Mühlheim (Main) Dietesheim – Steinheim (Main) – Hanau Hbf | 30 min (nur HVZ) |
| S9    | Wiesbaden Hbf – Wiesbaden Ost – Mainz-Kastel – Mainz-Bischofsheim – Rüsselsheim Opelwerk – Rüsselsheim – Raunheim – Kelsterbach – Frankfurt am Main Flughafen Regionalbahnhof – Frankfurt (Main) Gateway Gardens – Frankfurt am Main Stadion – Frankfurt-Niederrad – Frankfurt (Main) Hbf tief – Frankfurt (Main) Taunusanlage – Frankfurt (Main) Hauptwache – Frankfurt (Main) Konstablerwache – Frankfurt (Main) Ostendstraße – Frankfurt (Main) Mühlberg – Offenbach-Kaiserlei – Offenbach Ledermuseum – Offenbach Marktplatz – Offenbach (Main) Ost – Mühlheim (Main) – Mühlheim (Main) Dietesheim – Steinheim (Main) – Hanau Hbf                                                         | 30 min           |

## Planungen
Im Rahmen des Programms „S-Bahn Plus“ soll der Haltepunkt zu einem zweigleisigen Kreuzungsbahnhof ausgebaut werden. Grund ist die verspätungsanfällige eingleisige S-Bahn-Linie mit ihren kurzen Kreuzungszeiten im Endbahnhof Hanau Hbf. Hierzu soll nördlich des jetzigen S-Bahn-Gleises ein weiteres Gleis entstehen. Der derzeitige Außenbahnsteig wird dann zum Mittelbahnsteig.
Nach ursprünglichen Planungen sollte die Baumaßnahme 2019 beginnen und 2022 abgeschlossen werden. Bis zum April 2019 war jedoch noch nicht einmal das Planfeststellungsverfahren eingeleitet.